# Rozalla
Rozalla Miller, simplesmente conhecida como Rozalla (Ndola, Zâmbia, 18 de março de 1964), é uma cantora zambiana.

## Discografia[2]

### Álbuns
- 1989   The perfect kiss
- 1992 Everybody's Free
- 1993 Everybody's Free Style 1993 Remixed To Perfection
- 1995 Look No Further
- 1998 Coming Home
- 2003 Best Of
- 2004 Everybody's Free (Special Edition with DVD)
- 2009 Brand New Version